# Villazzano Tre
Villazzano Tre è un quartiere che si trova nella zona sud della città di Trento.
Assieme a Bolghera, Casteller, Clarina, Man, San Bartolomeo e Madonna Bianca forma la circoscrizione amministrativa numero 10 di Oltrefersina del comune di Trento.

## Storia
Il quartiere, nato nel 1976, è un'estensione urbanistica del quartiere di Madonna Bianca, poco più a valle, di cui riprende pari pari l'architettura delle torri e delle case a schiera. Questa caratterizzazione rende il quartiere studiato dal punto di vista dell'architettura urbanistica, in quanto interessante esempio di addizione urbana. Villazzano 3 è disgiunto dal quartiere di Madonna Bianca dalla cesura dovuta alla Ferrovia della Valsugana, dalla quale, considerando il tracciato tortuoso di questo tratto, è praticamente racchiuso. Il quartiere è stato oggetto di studio per l'adeguamento ai cambi generazionali in alcune tesi di laurea e in studi di settore. Del quartiere fa parte anche la zona denominata Man-Sant'Antonio composta principalmente da abitazioni di tipo mono o bi-familiare, alcune delle quali organizzate a schiera.

## Composizione
Nel quartiere si trovano, oltre alle abitazioni civili, la moderna chiesa di San Rocco sita accanto alla storica residenza nobiliare Villa O' Santissima, ristrutturata nel 2023, un asilo nido, una scuola materna, la scuola paritaria di primo grado Rudolf Steiner e la scuola di formazione professionale ENAIP Trentino. Nel quartiere è cresciuta l'attrice Paola Calliari.

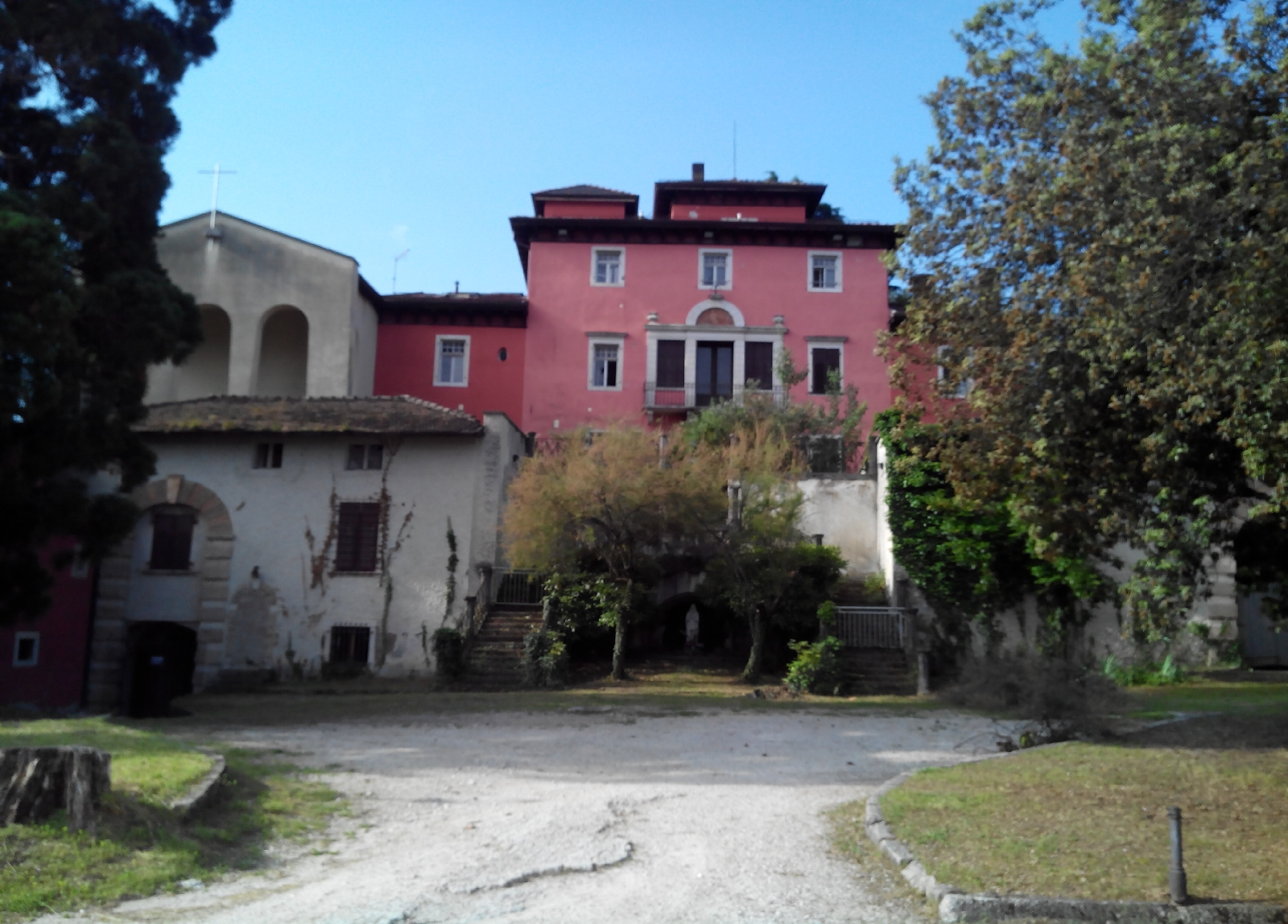
Villa O Santissima - Villazzano Tre (2018)

## Parchi
All'altezza del sottopasso della ferrovia che collega i due quartieri si diparte un piccolo parco cittadino intitolato al giornalista Ottone Cestari, con fontanelle e giochi per bambini,  con un percorso pedonale che conduce all'ingresso del Giardino Garbari, un parco giardino storico, di tipo romantico, ricco di rare specie arboree ed arbustive, alcune delle quali esotiche, portate dall'imprenditore Giuseppe Garbari tra il 1895 ed il 1913, e contenente esemplari riconducibili all'impianto de'Roveretti (XVI-XVII sec.).